# Овинная (приток Северной)
Ови́нная — река в России, протекает в Осинском районе Пермского края. Устье реки находится в 5,3 км по левому берегу реки Северная. Длина реки составляет 14 км. В 1,6 км от устья принимает слева реку Грошиха.
Исток реки в средней части Тулвинской возвышенности в лесах в 5 км к северо-востоку от посёлка Лесной. Река течёт на северо-запад, в среднем течении протекает деревню Песьянка. Притоки — Андрониха (левый), Грошиха (правый). Впадает в Северную северо-восточнее села Комарово.

## Данные водного реестра
По данным государственного водного реестра России относится к Камскому бассейновому округу, водохозяйственный участок реки — Кама от Камского гидроузла до Воткинского гидроузла, речной подбассейн реки — бассейны притоков Камы до впадения Белой. Речной бассейн реки — Кама.
По данным геоинформационной системы водохозяйственного районирования территории РФ, подготовленной Федеральным агентством водных ресурсов:
- Код водного объекта в государственном водном реестре — 10010101012111100015117
- Код по гидрологической изученности (ГИ) — 111101511
- Код бассейна — 10.01.01.010
- Номер тома по ГИ — 11
- Выпуск по ГИ — 1